# Psychologie énergétique
 (novembre 2023).
Si vous disposez d'ouvrages ou d'articles de référence ou si vous connaissez des sites web de qualité traitant du thème abordé ici, merci de compléter l'article en donnant les références utiles à sa vérifiabilité et en les liant à la section « Notes et références ».
La psychologie énergétique (on précise parfois globale ou intégrative) est une discipline pseudo-scientifique désignant un ensemble de pratiques qui utiliseraient simultanément l’expression émotionnelle — psychologique — et les circuits énergétiques humains — physiologique — selon un principe fondamental de la médecine chinoise qui relie blocage émotionnel et énergétique. Pour ce faire, la psychologie énergétique croiserait :
- La psychothérapie d'inspiration comportementale, notamment les TCC de 3e génération.
- Le travail sur les champs énergétiques (ou "bio champs"[Quoi ?]) des méridiens ou chakras.

Les différentes disciplines associeraient la reviviscence émotionnelle selon divers protocoles (proches de la PNL, EMDR, hypnose, etc.), avec des principes de circulation énergétique (souvent stimulés par acupression) ce qui les rattachent aux groupes des pratiques pseudo-scientifiques énergétiques.
L'appellation psychologie énergétique est d'origine anglophone dans les années 1990 et est formalisé par l'ACEP, un regroupement américain qui la définit comme une collection d'approches "corps-esprit".
Bien que beaucoup[Qui ?] se réclament de bases scientifiques, aucune de ces disciplines n'est scientifiquement reconnue. Elles sont non réglementées, comme toutes les approches alternatives, et souvent sous droit d'auteur. Par ailleurs, plusieurs branches sont activement surveillées par la Mission interministérielle de vigilance et de lutte contre les dérives sectaires.

## Genèse et histoire du principe
Les sources sont multiples, au croisement de deux disciplines, l'une multi-millénaire de la médecine orientale, et l'autre centenaire de la psychologie occidentale, mais leur croisement remonte à la deuxième moitié du XXe siècle selon diverses sources et branches de développements.
Jean Ambrosi fait remonter sa création formelle au congrès européen de psychologie humaniste de Genève en 1979. Il désigne cette branche européenne "analyse psycho-énergétique", et la relie entre autres à la gestalt-thérapie et aux nouvelles branches de la psychologie américaines des années 1960-70, issue entre autres de la psychologie analytique. Ce lien aux messages du corps, comprenant les douleurs, respectant le symptôme comme un message, et visant en priorité la suppression du blocage à ce niveau, est central dans les approches psycho-énergétiques, mais cette approche liée à la psychanalyse ne fera pas date.
Aux États-Unis, on place son origine dans les années 1980 avec le Dr Roger Callahan (en), psychologue cognitiviste et hypnothérapeute, qui découvre que l'utilisation simultanée de l'acupression (par tapotement) avec des reviviscences émotionnelles traumatique semble avoir des effets positifs[réf. nécessaire]. Il développe alors la théorie des champs (ou TFT), qui d'après l'ACPE serait validée en 2016 par la NREPP[Quoi ?].
Rapidement, c'est l'un de ces premiers élèves, Gary Craig, un ingénieur de formation également formé à la PNL, qui crée une version simplifiée, l'Emotional Freedom Technique (EFT). Plus facile d'utilisation par un large public, cette méthode connaît un succès médiatique et de nombreux ouvrages lui sont consacrés. Il placera sa technique dans le domaine public[réf. nécessaire].

## Principe
Le principe repose sur un concept fondamental de la médecine chinoise : une émotion négative correspond à un blocage énergétique dans le corps.
L'effet positif empiriquement constaté[réf. nécessaire] par les promoteurs de ces disciplines est qu'une stimulation des méridiens, en même temps qu'une émotion négative remonte, permettrait petit à petit de défaire ce blocage énergétique et de libérer le traitement d'un fait de l'émotion négative qui lui est rattachée[pas clair].
Les différentes méthodes de psychologie énergétique ont toutes en commun d'utiliser la reviviscence d'émotion (comme en EMDR, IMO, mais aussi l'hypnose), et de stimuler en même temps des points d'acupuncture, afin de refaire une connexion entre l'émotion et la circulation énergétique. Cette reconnexion est censée faire disparaître le blocage émotionnel.
Les arguments scientifiques utilisés[réf. nécessaire] (mais non scientifiquement validés) reposent sur les découvertes récentes des neurosciences dont :
- Le rôle de l'amygdale dans les traumatismes, et son fonctionnement.
- Le principe que dans le cerveau ce qui est stimulé simultanément crée des connexions.

## Les circuits énergétiques
Les circuits énergétiques utilisés sont ceux utilisés en acupuncture, avec parfois des allusions aux divers centres énergétiques identifiés en Orient (Qi, Chi, Chakra, etc.).

## Disciplines associées
- Axiothérapie[Quoi ?]
- TFT[Quoi ?]
- TAT[Quoi ?]
- EFT et matrix reimprinting[Quoi ?]
- REMAP et quickREMAP[Quoi ?]
- Logosynthèse[Quoi ?]

## Analyses et critiques
Ces méthodes ne sont pas scientifiquement validées, bien que leur validité soit activement étudiée,,, en particulier dans le cadre des stress post-traumatiques. Malgré une étude argumentant pour le bienfait de ces pratiques, il n'existe aucun consensus sur le sujet, qui connait aussi de vives critiques.